# XXx
xXx je americký akční film z roku 2002, který režíroval Rob Cohen. Hlavním hercem je Vin Diesel v roli Xandera Cage, agenta NSA. Dále ve filmu hráli Asia Argento, Marton Csokas, Samuel L. Jackson a William Hope. Film měl premiéru v USA 9. srpna 2002.
Film byl natáčen převážně v Česku. Filmaři využili hrad Lipnice nad Sázavou, zámek Vranov nad Dyjí a různé lokace v Praze. Základna Anarchie 99 se natáčela ve skalním městě Velká.
Ve filmu se objevila také německá skupina Rammstein, na koncertu na začátku hraje skladbu „Feuer Frei!“.

## Děj
Film vypráví o Xanderovi, který dostal jako nejlepší z cvičených agentů NSA úkol zastavit ruskou gangsterskou organizaci Anarchie 99 v pokusu o znovuzaložení SSSR. Xander je vyslán do Prahy a když si ho Anarchie oblíbí, protože sehraje vraždu policisty, dostává se jim pod kůži. Je však zrazen českým policistou, kterého měl údajně zabít a Anarchie se ho snaží odstranit a NSA ho odvolá. Xander se snaží ale zůstat kvůli agentce KGB Jeleně, která se vydává za přítelkyní vůdce Anarchie 99. Jelena zjistí, že Anarchie má v plánu vypustit nervový plyn Tichá Noc nad Prahu a pak New York, Berlín, Washington, D.C. a jiná světová města. Poté, co osvobodí Xandera ji však Anarchie prozkoumá a zajme. Xander ji zachrání, ale to už je Tichá noc na Vltavě a neúprosně se blíží k Praze.

## Obsazení
| Vin Diesel           | Xander Cage                       |
| Asia Argento         | Jelena                            |
| Marton Csokas        | vůdce Anarchie 99                 |
| Samuel L. Jackson    | agent NSA Augustus Eugene Gibbons |
| Michael Roof         | agent Toby Lee Shavers            |
| Richy Müller         | Milan Sova                        |
| Werner Daehn         | Kirill                            |
| Petr Jákl            | Kolya                             |
| Jan Pavel Filipensky | Viktor                            |
| Martin Hub           | Ivan Podrov                       |
| Radek Tomecka        | Ivan Pedgrag                      |
| Marek Vašut          | generál                           |